# Навабгандж (подокруг, Дакка)
Навабгандж (бенг. নবাবগঞ্জ, англ. Nawabganj) — подокруг в центральной части Бангладеш в составе округа Дакка. Образован в 1974 году. Административный центр — город Навабгандж. Площадь подокруга — 244,81 км². По данным переписи 1991 года население подокруга составляло 269 189 человек. Плотность населения равнялась 1100 чел. на 1 км². Уровень грамотности населения составлял 34,5 %. Религиозный состав: мусульмане — 77,19 %, индуисты — 20,74 %, христиане — 2,04 %, прочие —  0,03 %.